# هفتمین جشنواره فیلم یوکوهاما
هفتمین جشنوارهٔ فیلم یوکوهاما (به ژاپنی: 第7回ヨコハマ映画祭) ششمین دورهٔ جشنواره فیلم یوکوهاما است که در تاریخ ۹ فوریه ۱۹۸۶ میلادی در شهر یوکوهاما، استان کاناگاوا کشور ژاپن برگزار شد.

## جوایز
- بهترین فیلم: Love Hotel[۲]
- بهترین بازیگر نقش اول مرد: Minori Terada – Love Hotel
- بهترین بازیگر نقش اول زن: تومویو هارادا – Soushun monogatari
- بهترین بازیگر جدید زن:
  - Noriko Hayami – Love Hotel
  - Yuka Ōnishi – Taifū kurabu
- بهترین بازیگر نقش مکمل مرد: توموکازو میورا – Taifū kurabu
- بهترین بازیگر نقش مکمل زن: Kie Nakai – Kanashii kibun de joke
- بهترین کارگردان: Shinji Sōmai – Love Hotel, Taifū kurabu
- بهترین فیلمنامه: تاکاشی آیشی – Love Hotel, Muhan
- بهترین فیلمبرداری: Noboru Shinoda – Love Hotel
- Best Music Score: شیگرو اومبایاشی – Sorekara, Tomo yo shizukani nemure
- بهترین فیلم مستقل: Keppū Rock
- جایزهٔ ویژه:
  - میتسوکو بایشو (Career)
  - تاتسومی کوماشیرو (Career)